# HD 95347
HD 95347，又名CD-43 6692，SAO 222485、HR 4292，是一颗恒星，视星等为5.81，位于銀經282.54，銀緯14.61，其B1900.0坐标为赤經10h 55m 26.7s，赤緯-43° 14.61′ 15″。